# Guitare (contrôleur de jeu)

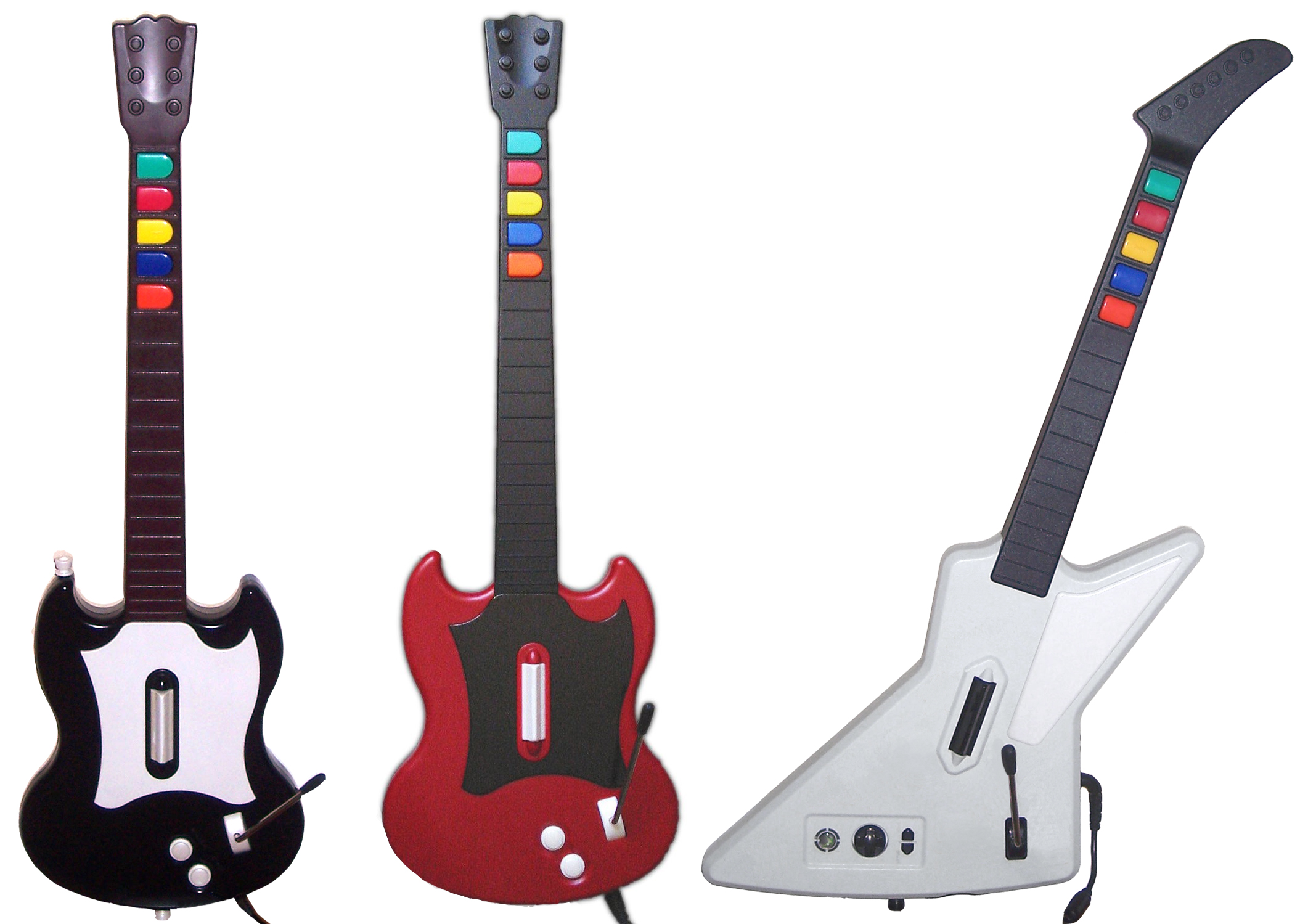
Différents contrôleurs en forme de guitare, utilisés dans le jeu Guitar Hero ; avec de gauche à droite: deux Gibson SG pour Guitar Hero et Guitar Hero II (PlayStation 2), et une Gibson Explorer pour Guitar Hero II (Xbox 360) et Guitar Hero III: Legends of Rock (PC)

Un contrôleur de type guitare est un périphérique de jeu qui imite la forme d'une guitare, et qui est conçu pour en simuler la pratique. Ce contrôleur est souvent utilisé dans les jeux vidéo musicaux tels que UmJammer Lammy, GuitarFreaks ou encore les séries Guitar Hero et Rock Band. Il est utilisé en appuyant sur des boutons frettes colorés pour correspondre aux notes colorées défilant à l'écran, tout en pressant la barre de grattement lorsque la note arrive sur la ligne de cible. Ce contrôleur comporte également un vibrato, utiliser pour nuancer les notes et collecter des bonus. Différents jeux et modèles de contrôleur ont parfois introduit de nouveaux éléments, comme des boutons additionnels pour les effets, des frettes supplémentaires, ainsi que des pavés tactiles. Les boutons sont souvent organisés dans cet ordre, de bas en haut: orange, bleu, jaune, rouge et vert.

## Implémentation
Un contrôleur guitare est presque toujours une adaptation des technologies d'un contrôleur déjà existantes, pour une console donnée. Tous les éléments de la guitare sont donc liés aux éléments du contrôleur de jeu basique de la console. L'organisation de ces raccordements est souvent similaire à ce schéma:
- Les boutons frettes sont raccordés aux boutons d'action standard de la manette. Par exemple, les boutons d'un contrôleur guitare pour la Xbox 360 se lient aux boutons A, B, X, Y et L de la manette standard de cette console[3].
- La barre de vibrato est implémentée comme un stick analogique.
- Les boutons meta (start, select, back) sont directement implémentés sur leurs homologues.

D'autres contrôles spécifiques peuvent être attribués à d'autres boutons ou à des combinaisons de boutons. Par exemple, le contrôleur guitare utilisé dans le jeu Rock Band comporte une barre de solo implémentée sur les mêmes boutons que les frettes, en plus d'un autre bouton permanent, alors que la slide bar des versions récentes de Guitar Hero utilisent un autre stick analogique, à l'instar de la fonction tilt.

## Utilisation comme instrument de musique
À maintes reprises on essaya d'adapter les contrôleurs guitare à un usage réel en tant qu'instrument de musique. Ces essais vont de la simple attribution de notes ou de sons aux boutons frettes, à des essais encore plus poussés, comme avec MIDItarHero et Armchair Guitarist qui tentent d'adapter le plus possible le contrôleur pour l'utiliser comme un instrument, avec une large gamme de notes et de styles de jeu.